# باس (مغن راب)
باس (بالإنجليزية: Bas) هو رابر أمريكي اسمه الحقيقي عباس حماد، ولد في 27 مايو 1987 في باريس في فرنسا من والدين ذوي أصل سوداني.